# Forêt de Tijuca
Pour les articles homonymes, voir Tijuca.

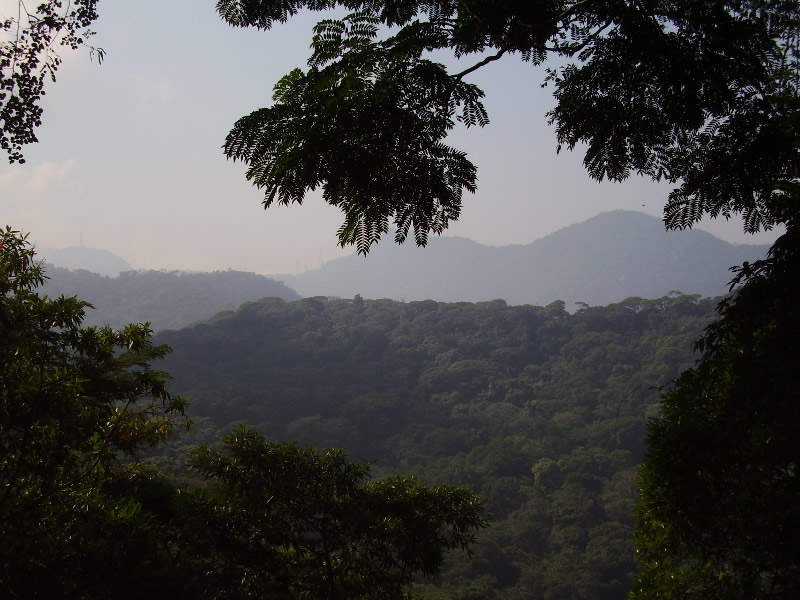
Vue de la forêt de Tijuca, Rio de Janeiro, Brésil.

La forêt de Tijuca (floresta da Tijuca en portugais) se situe dans la ville de Rio de Janeiro, au Brésil. Partie intégrante du parc national de Tijuca, elle est la plus grande forêt urbaine au monde.
Il s'agit de végétation secondaire, fruit de la reforestation sous le règne de l'empereur Pierre II, quand il devint évident que la déforestation, causée par l'exploitation intensive du café, mettait en danger l'approvisionnement en eau  potable de la capitale impériale.
La charge de la reforestation fut confiée au major Archer, membre de la police militaire, qui s'attela à la tâche en 1861, avec l'aide de six esclaves. En treize ans, cent mille arbres furent plantés, principalement des espèces natives de la forêt atlantique.
Le successeur du major Archer, le baron d'Escragnolle, réalisa un travail paysager sur la zone, transformant la forêt en un parc à usage du public, avec ses aires de loisirs, et l'embellissant de lacs et de fontaines.
Les gouvernements successifs s'occupèrent de l'entretien et du développement de la flore de la forêt, mettant tour à tour l'accent sur les espèces natives ou exotiques, avec plus ou moins de succès.

## Faune
Plus de 230 espèces d’animaux et d’oiseaux vivent dans le parc : parmi eux, le singe capucin, le coati, l’agouti, le chien de brousse, le raton-laveur, le sagui, le colibri et le muguet.

## Dans les arts
Certaines séquences du film d'aventure L'Homme de Rio, réalisé par le cinéaste français Philippe de Broca et sorti en 1964, ont été tournées dans la forêt de Tijuca. Leurs actions sont cependant supposées se dérouler dans la forêt amazonienne.